# UFC on ESPN: Holm vs. Aldana
UFC on ESPN: Holm vs. Aldana (também conhecido como UFC on ESPN 16) foi um evento de MMA produzido pelo Ultimate Fighting Championship no dia 3 de outubro de 2020, no Flash Forum em Abu Dhabi.

## Background
Uma luta no peso galo feminino entre a ex-campeã Holly Holm e Irene Aldana é esperada para servir como luta principal da noite. Elas eram esperadas originalmente para ser a luta principal do UFC Fight Night: Brunson vs. Shahbazyan. Entretanto, foi anunciado em 22 de julho que Aldana havia testado positivo para COVID-19.
Ben Sosoli foi brevemente relacionado à uma luta contra Yorgan de Castro. Entretanto, Sosoli se retirou da luta devido a uma lesão e foi substituído por Carlos Felipe.
Uma luta no peso galo feminino entre Nicco Montaño e Julia Avila foi originalmente marcada para o UFC Fight Night: Lewis vs. Oleinik. Entretanto, devido ao treinador de Montaño ter testado positivo para COVID-19, a luta foi remarcada para o UFC Fight Night: Overeem vs. Sakai. Por sua vez, foi anunciado em Agosto que desta vez Montaño havia sido diagnosticada com COVID-19.
Charles Oliveira era esperado para enfrentar Beneil Dariush neste evento. Entretanto, Oliveira teve que se retirar da luta por motivos desconhecidos.
Uma luta no peso galo entre Heili Alateng e Casey Kenney era esperada para ocorrer no UFC 253. Entretanto, a luta foi adiada para este evento por motivos não revelados.
Uma luta no peso médio entre Tom Breese e Roman Kopylov foi marcada para este evento. Entretanto em 27 de setembro, Kopylov foi removido do card e substituído por K.B. Bhullar. A luta agora é esperada para ocorrer uma semana depois no UFC Fight Night: Moraes vs. Sandhagen.

## Bônus da Noite
Os lutadores receberam $50.000 de bônus:
- Luta da Noite: Não houve lutas premiadas.
- Performance da Noite:    Germaine de Randamie,  Kyler Phillips,  Duško Todorović e   Luigi Vendramini